# Meir Dizengoff
Meir Dizengoff (in ebraico: מאיר דיזנגוף, in russo Меер Янкелевич Дизенгоф?; Bessarabia, 1876 – Tel Aviv, 1936) è stato un politico russo.
Fu il primo sindaco di Tel Aviv.

## Biografia
In gioventù aderì ai movimenti rivoluzionari russi, motivo per il quale venne arrestato nel 1885. Una volta scarcerato si unì al movimento Hovevei Zion e successivamente partecipò al quinto e sesto Congresso Sionista Mondiale, dove conobbe Theodor Herzl e divenne suo seguace opponendosi al progetto Uganda.
Nel 1905, spronato dalle ideologie sioniste, Dizengoff immigrò per la seconda volta in Palestina e si stabilì nella città di Giaffa. Fu uno dei fondatori di Achuzat Bait, un nuovo quartiere vicino a Giaffa che nel 1922 venne riconosciuto come città con il nome di Tel Aviv. Dizengoff fu eletto primo sindaco e svolse questo ruolo fino al giorno della sua morte.